# Иванова, Лидия Гавриловна
Ли́дия Гаври́ловна Ивано́ва (Кали́нина) (род. 27 января 1937, Москва) — советская гимнастка, двукратная олимпийская чемпионка в команде, двукратная чемпионка мира, после окончания карьеры — тренер по спортивной гимнастике и комментатор. Мастер спорта СССР (1955). Заслуженный мастер спорта СССР (1960).

## Биография

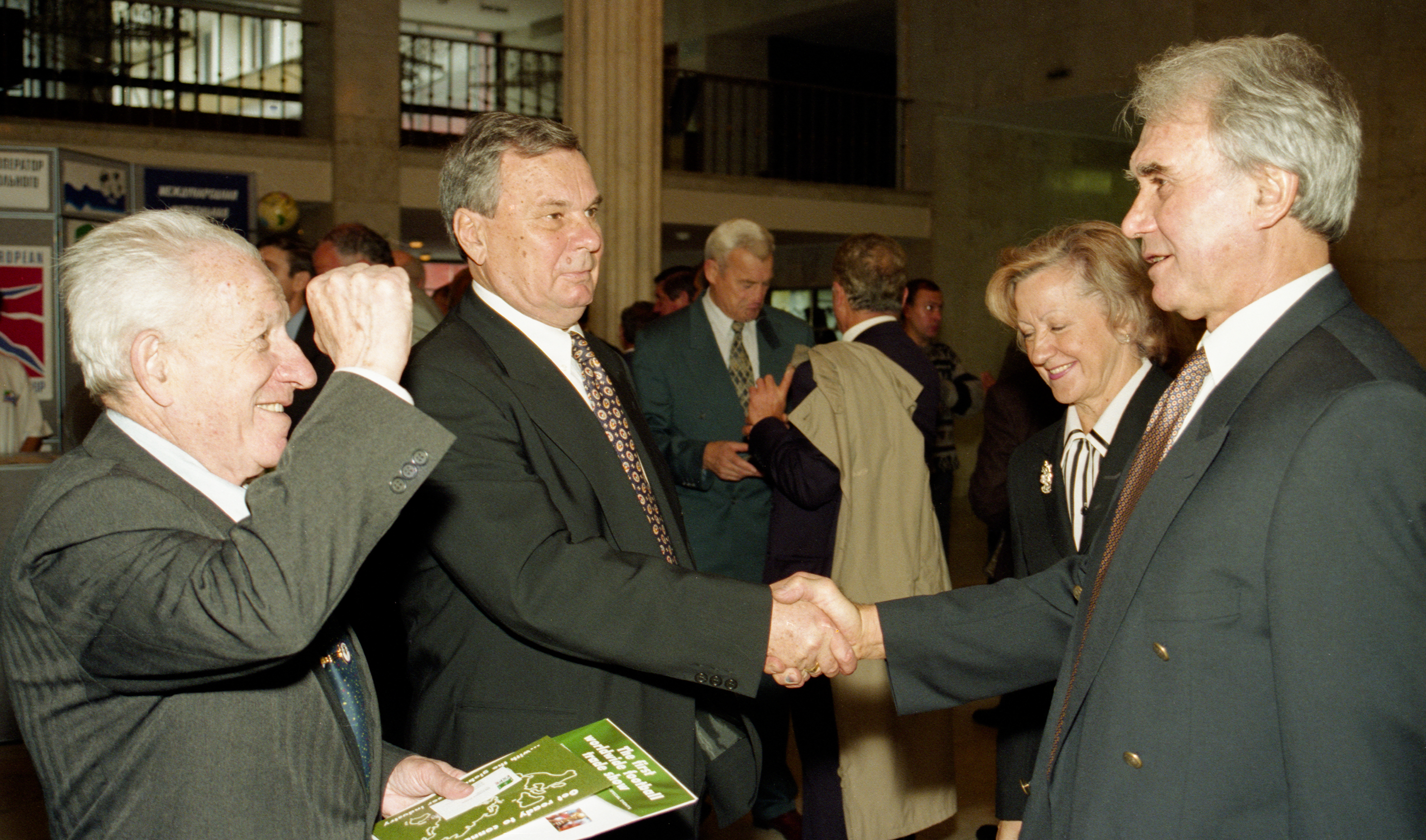
О.М. Белаковский, В.И. Иванов с супругой Л.Г. Ивановой, а также В.Н. Маслаченко на праздновании 100-летия Российского футбола, Москва, ГЦКЗ «Россия», 11.10.1997

Занималась в детской спортивной школе Кировского района. Первый тренер — Борис Евгеньевич Данкевич. Выступала за «Нефтяник», «Буревестник», «Динамо» (Москва). С 1955 года тренировалась в спортивном клубе «Динамо» у заслуженного тренера СССР Алексея Ивановича Александрова. В этом же году была включена в состав сборной команды Советского Союза. Абсолютная чемпионка СССР (1958).
Серебряный призёр чемпионата СССР в вольных упражнениях (1959), бронзовый — в многоборье (1959), опорном прыжке (1958) и вольных упражнениях (1958). Чемпионка мира в командном первенстве (1958, 1962), серебряный призёр в опорном прыжке (1958).
Двукратная олимпийская чемпионка в Мельбурне 1956 и в Риме 1960 в командном первенстве. Бронзовый призёр Игр 1956 года в групповых вольных упражнениях с предметом.
В 1959 году вышла замуж за футболиста Валентина Иванова, заслуженного мастера спорта СССР, олимпийского чемпиона 1956 года.
В 1964 году после травмы оставила активный спорт. С 1970 по 1980 год работала старшим тренером молодёжной сборной команды СССР. В 1970 году получила удостоверение судьи международной категории.
В качестве судьи принимала участие в судействе самых ответственных соревнований: Олимпийских игр в Мюнхене (1972), Монреале (1976), Москве (1980), Лос-Анджелесе (1984), Сеуле (1988), Барселоне (1992); чемпионатов мира в Любляне, Амстердаме, Индианаполисе, Париже, Лондоне, Мадриде; чемпионатов Европы и Кубков мира. Награждена золотым значком Международной федерации гимнастики.
В 1973 году окончила Государственный центральный ордена Ленина институт физической культуры, тренер-преподаватель. Член КПСС с 1973 года.
Заслуженный тренер РСФСР (1977). Заслуженный тренер СССР (1979).
С 1982 по 1993 год — государственный тренер, занималась подбором гимнасток в сборную команду СССР, разрабатывала методики подготовки спортсменов. Тренер Объединённой команды на Играх XXV Олимпиады 1992 года в Барселоне.
Спортивный комментатор. В частности, провела серию прямых репортажей с соревнований по гимнастике с Олимпийских игр в Лондоне (2012), Рио-де-Жанейро (2016), Токио (2021).
В 2008 году супруги Лидия и Валентин Ивановы стали лауреатами Национальной спортивной премии «Слава» за 2007 год в номинации «Легенда».

## Награды
- 2 ордена «Знак Почёта» (16.09.1960, за успешные выступления в XVII летних и VIII зимних Олимпийских играх 1960 года, а также за выдающиеся спортивные достижения[5]; 1980)
- Медаль «За трудовую доблесть» (1985)
- Медаль «Ветеран труда» (1985)
- Почётныё знак «За заслуги в развитии физической культуры и спорта» (1987)
- занесена в Книгу почета ЦК ВЛКСМ (1960)